# Mohamed Toumba
Mohamed Toumba, est un général de brigade nigérien, occupe le poste de ministre de l'Intérieur et de la Décentralisation depuis le coup d'État du 26 juillet 2023.

## Carrière militaire
Avant son ascension au sein du gouvernement, le général Toumba a exercé des fonctions de commandement significatives au sein des Forces armées nigériennes. Il a notamment été commandant de la 4ᵉ Zone de Défense, avec le grade de colonel, poste qu'il occupait au moins depuis juillet 2017.
En avril 2018, le colonel Toumba a participé à la cérémonie d'ouverture de l'exercice Flintlock 2018 à Tahoua, au Niger, illustrant son engagement dans des opérations militaires conjointes et sa collaboration avec des partenaires internationaux, .